# 神戸神館神明社
神戸神館神明社（かんべこうたちしんめいしゃ）は、三重県松阪市にある神社である。『延喜式神名帳』伊勢国飯高郡に載せる「意悲（おひ）神社」の論社で、天照大神を祀る地を求めて各地を巡った倭姫命が一時滞在した飯野高宮の地に比定される元伊勢の伝承地でもある。旧社格は村社。

## 社名
古く「神舘社」と称し、昭和27年（1952年）の『神社明細書』によると、「意悲（おひ）神社」とも称していたのを、明治維新に際して式内意悲神社が同市内の御城八幡（現松阪神社）に比定されたため、神社取調べ官により「神館神明社」を正式名称とするように定められたという。なお、『勢陽俚諺』によると「神舘」は「広達（こうたつ）」とも書いたようである。

## 祭神
以下の4柱を主祭神とする。
- 天照皇大神宮御霊（皇大神宮（内宮）の御霊、天照大神）
- 豊受大神宮御霊（豊受大神宮（外宮）の御霊、豊受大神）
- 御杖代大倭姫命（倭姫命）
- 乙加豆知命（おとかづちのみこと、飯高の県造の祖）

明治39年（1906年）11月10日に以下の3柱を合祀したが、それぞれの由緒は不明である。
- 正勝吾勝勝速日天忍穗耳命
- 大山祇神
- 木花開耶姫命

## 歴史
当地は『延喜式』巻4「伊勢太神宮式」神田条に「飯高郡二町」、同封戸条に「飯高郡卅六戸」とある、飯高神戸の設定された地であったが、その起源として『皇太神宮儀式帳』に垂仁天皇の時代、天照大神を奉じた倭姫命が当地に来たり、飯高の県造（あがたのみやつこ）であった乙加豆知から神田と神戸を進まつられ飯野高宮を造営したことを記し、『倭姫命世記』でも同様に、垂仁天皇22年条に倭姫命が飯野高宮（飯野高丘宮とも記す）で4年間大神を奉じた際に、飯高の県造の祖、乙加豆知命（和邇氏同族）から神田と神戸を進まつられた事を記している。以来伊勢の神宮に供祭料を貢納して来たが、明治39年の『神社明細帳』によれば、それら供祭料を収納するために神館を建て、神戸司を設置して神戸内の政事を管掌させるとともに、神明社を奉斎したのが起源であり、旧神戸の村民によって造替を重ねて来た社であるという。また昭和27年の『神社明細書』によれば、弘和2年（1382年）に北畠顕泰から高4石の神領が寄進され、これは江戸時代にも紀伊藩によって踏襲されて来たが、明治維新で廃せられたという。なお、境内の池には藺が生育し、江戸時代まではこれを採って筵を作り、毎年伊勢の神宮に奉納していたという。
明治の初めに「神館神明社」と改称、村社に列した。

### 式内社の比定
上掲『明細書』に旧称「意悲神社」であったとの伝えを記すが、当神社を式内意悲神社に比定したのは出口延経の『神名帳考証』が嚆矢で、神社の東を流れる川が『延喜大神宮式』に見える「下樋小川（したひのおがわ）」であるといい（参宮使は下樋小川から先、駅鈴を鳴らすことを禁じられた）、「樋」と「悲」が音通するからであるというのがその論拠である。一方御巫清直は『伊勢式内神社撿録』において私案にすぎないと断りながらも、「下樋小川」は鎮座地の東ではなく、西北に隔たる垣鼻村（現垣鼻町）の西を流れる愛宕川のことで、「意悲ニ下樋ノ関係スヘキニアラス」とこの論拠を斥け、伊勢国の6郡（飯高と桑名・河曲・鈴鹿・安濃・壱志の5郡）に設けられた神戸（六カ所神戸）のそれぞれにおいて政務を司る神館が設置され、その正倉に「神館社」と称して伊勢神宮の神霊を奉斎したが、飯高の神館が即ち当神社であるとし、祭神の中に飯高県造の祖である乙加豆知命が見えることから、当神社が飯高神戸の鎮守であり、「式社ニ列シテハ国津社トイフナルヘシ」と、同じく式内社の「久尓都神社」に比定する一方、「意悲神社」は現松阪神社に比定している。

## 社殿及び境内社
本殿は神明造。その他拝殿や社務所があり、境内社に明治維新から大東亜戦争までの戦没者を祀る霊社がある。